# Marcelo Adrián Obregón
Marcelo Adrián Obregón (Villalmanzo, Burgos,  16 de enero de 1877-Buenache de Alarcón 13 de febrero de 1939) fue un militar español, uno de los "Últimos de Filipinas".

## Biografía

### Primeros años
De joven, se enroló en el ejército y fue destinado a Filipinas en el Batallón Expedicionario de Cazadores n.º 2, a la edad de 22 años.
Tras la paz de Biak-na-Bato, aparentemente sofocada la revolución filipina, el gobierno decidió sustituir los 400 hombres del Mayor Génova, en Baler, por el pequeño destacamento de 50 hombres al mando de Juan Alonso Zayas.

### El sitio de Baler
Adrián embarca en Manila rumbo a Baler a principios de 1898, donde llega en febrero, junto al comandante del destacamento, el Teniente Juan Alonso Zayas, el Teniente Saturnino Martín Cerezo y el recién nombrado gobernador civil y Militar del Distrito el Príncipe, el Capitán de Infantería Enrique de las Morenas y Fossi.
A pesar de que entre Baler y Manila apenas había 100 kilómetros, las comunicaciones por tierra eran prácticamente inexistentes. El barco era el único medio habitual para la recepción de mercancías y noticias.
Tras un breve periodo de tranquilidad, el 30 de junio de 1898, durante una patrulla rutinaria, los hombres al mando de Cerezo caen en una emboscada de los insurgentes filipinos, comandados por Teodorico Novicio Luna, resultando herido el cabo Jesús García Quijano, comenzando el sitio.
Los españoles, se refugian en la iglesia del pueblo por ser el edificio más sólido y defendible en caso de prolongarse la situación, que, finalmente, duró 337 días. El 18 de octubre, Alonso muere de beriberi, tomando el mando del destacamento Martín Cerezo hasta el final del sitio, en junio de 1899.

### Regreso a España
El 28 de julio de 1899, embarcó junto con el resto de los supervivientes en el puerto de Manila y llegó a Barcelona el 1 de septiembre. Posteriormente, pasa a formar parte del séquito del Palacio Real como sirviente de Alfonso XIII. 
Durante la Guerra Civil se trasladó con su esposa a Buenache de Alarcón, donde vivía su sobrina, Hilaria Araguzo, que trabajaba de maestra. El 13 de febrero de 1939 muere y es enterrado en el cementerio de la localidad, siendo exhumado su cuerpo en 2000, para ser trasladados sus restos al cementerio de Nuestra Señora de la Almudena en Madrid, donde se encuentra el Mausoleo a los Héroes de Cuba y Filipinas.